# KülkerOnline

A Külker Online logója

A Külker Online a Budapesti Gazdaságtudományi Egyetem Külkereskedelmi Karának diákszervezete, mely az iskola – hallgatók által szerkesztett – honlapjáért felelős.

## A diákszervezet elve
"A Diákszervünk célja, hogy megkönnyítsük a hallgatók életét olyan módon, hogy mindenki a lehető leggyorsabban, első kézből kapjon információt, legyen szó Tanulmányi Osztályról, tanszékekről avagy hallgatótársakról. Mostani profilunkat a szerkesztőség 10 év tapasztalata alapján alakítottuk ki, remélve, hogy Neked ezzel sokat segít, sőtmitöbb: szórakoztat is, kedves Külkeres. Itt találhatsz infókat a sulis bulikról, eseményekről, ezen felül igyekszünk főként Budapesten programokat, helyszíneket ajánlani, ahol tanulás után kikapcsolódhatsz. A mai internet adta lehetőségeket kihasználva szerzünk az iskola falain belül minél gyorsabban információt, továbbítva azt a saját közösségünk többi tagjának. Emellett a fórumnak köszönhetően ti magatok tárhatjátok tanáraitok, diáktársaitok elé kérdéseiteket, legyen szó tanulmányaitokról, tankönyvvásárlásról vagy csak ismerkedésről. Kérünk téged, kedves látogató, hogy az ötletláda menüpont alatt oszd meg velünk észrevételeidet, hogy úgy formáljuk weboldalunk, ahogy Nektek a legjobb."

## Tagok, tagság
A tagfelvétel minden tanév elején van. A jelentkezőknek motivációs levelet kell továbbítani a diákszervezetnek, illetve feladatot kell teljesítenie az általa választott feladatkörben (pl. fotósoknak fotózniuk kell, cikkíróknak cikket kell írniuk). Az új tagok az ún. "Bevonó tábor" során ismerkednek meg a régebbi tagokkal. A diákszervezet egész évben keményen dolgozik, nem csupán a honlapon, hanem a diák élet szebbé tételén is. Az összetartó társaság az évet az ún. "Kivonó táborral" zárják. A tagság rendes körülmények szerint három évre szól, azaz amíg az adott hallgató a főiskola diákja.

### Vezetőség
A vezetőségi tagok évente cserélődnek. Általában három vezetőségi tag van: vagy egy másodéves mellé választ ki a leköszönő vezetőség két elsőéves hallgatót, vagy két másodéves mellé egy elsőévest. A kivétel azonban erősíti a szabályt, így előfordulhat, hogy négy vezetőségi tagot választanak meg.
A vezetőségi posztok a következők:
- Főszerkesztő
- Lapigazgató
- Felelős szerkesztő

A vezetőségi tagok feladata közé tartozik a diákszervezet irányítása, az iskola vezetőségével való kommunikáció, a feladatok koordinálása, a tagfelvétel és a tagok elbocsátásának végső döntése. A tagok a vezetőség beleegyezésével és azok felügyelete alatt dolgoznak, egyetértésben.

### Feladatkörök
A diákszervezetben az alábbi feladatkörök vannak:
- Ügyeletes szerkesztő: A hat ügyeletes szerkesztő (hétfői, keddi, szerdai, csütörtöki, pénteki, hétvégi) feladata többek között az adott napi teendők véghezvitele: hírek feltöltése, cikkek publikálása, az emberek koordinálása. Az ügyeletes szerkesztők amolyan "kisfőnökök", ám a feladatkörük a legfelelősségteljesebb is egyben.
- Tanszék és Tanulmányi és Oktatási Hivatal kapcsolattartó: A tagoknak folyamatosan kommunikálniuk kell a tanszékekkel és a tanulmányi osztállyal, hogy a legfrissebb információkat időben megkapják, és azokat a hallgatók rendelkezésére tudják bocsátani.
- Körkérdés: A körkérdésért felelős tagoknak hetente egy vagy két körkérdést kell kitalálniuk és feltölteniük a honlapra. A körkérdésekre a látogatók szavazhatnak.
- Galéria, Fotó: A feladatkört elvállalóknak elsősorban fotósként kell működniük, azaz különböző eseményeken (bulikon, rendezvényeken, tematikus napokon) képeket kell készíteniük a résztvevőkről. Ezeket a képeket később cenzúrázzák, vízjellel látják el, majd feltöltik a Galériába. A látogatók bármikor jelezhetik nemtetszésüket, így a galériáért felelős személyek az adott "problémás" képet azonnal törlik a honlapról.
- Eseménynaptár: A tagok az év minden napjára programok ajánlókat töltenek fel – kiállítást, bulit, iskolai határidőket, hivatalos eseményeket.
- Grafikus: A grafikusok feladata a plakátok, flyer-ek, egyéb képek megtervezése és kivitelezése.
- Videó: A videós feladatkör több részből tevődik össze: riporterek, kamera-man-ek, videóvágók. A videók különböző témájúak: körkérdés videók, promóciós videók, buli ajánló és – beszámoló, interjúk.
- Lektor: A lektorok ellenőrzik az összes publikálandó és publikált szöveg nyelvtani helyességét. Így egy cikk megírásának és publikálásának menetében az egyik legfontosabb szerepet töltik be.
- Cikkírók: A cikkírók adott rovatokba írnak cikkeket aktuális, a hallgatókat érintő témákban.
- Moderátorok: A hat moderátor (hétfői, keddi, szerdai, csütörtöki, pénteki, hétvégi) feladata a fórum felügyelete és moderálása.

## A honlap
A honlapot a http://www.külker.hu címen lehet elérni, ám az ékezetes betű miatt az alábbi alternatíva segítségével lehet megtalálni a honlapot: http://www.xn--klker-kva.hu
A honlap tartalma az alábbi:
- Hírek: a hallgatókat, az iskolát és az iskolába jelentkezőket érintő hírek.
- Cikkek: a hallgatókat, az iskolát és az iskolába jelentkezőket érintő cikkek. Az alábbi rovatok léteznek:
  - Suli, Kanyar
  - Zene-, buli- és helyajánló
  - Kultúra
  - Sport
  - Szubjektív, Külkeren túl
  - Gazdaság
  - Videók
  - Pályázatfigyelő
- Körkérdés
- Eseménynaptár
- Tanszékek: Tanszékek, a hozzájuk tartozó tantárgyak, a tanszékeken dolgozó tanárok és elérhetőségeik listája
- TOH és HISZ: Nyitva tartások, elérhetőségek
- Szakok: Szakok és szakirányok leírása
- Kollégium: Kollégium leírása
- Diákszervezetek: A diákszervezetek bemutatkozása
- Jegyzetek: Órai jegyzetek, tananyagok, hivatalos dokumentumok
- Fórum
- Apróhirdetés: a userek apróhirdetéseket is feltehetnek a honlapra
- Galéria